# 北大石田駅
北大石田駅（きたおおいしだえき）は、山形県北村山郡大石田町鷹ノ巣（たかのす）にある、東日本旅客鉄道（JR東日本）奥羽本線の駅である。「山形線」の愛称区間に含まれている。

## 歴史
- 1960年（昭和35年）12月20日：開業[2][3][4]。旅客のみを取り扱う駅員無配置駅[5]。
- 1987年（昭和62年）4月1日：国鉄分割民営化により、東日本旅客鉄道の駅となる[2]。
- 1999年（平成11年）12月4日：山形新幹線の新庄延伸に伴い普通列車が全て電車化。延伸前に客車列車の全てと気動車の一部が通過していた名残を受け、普通列車のうち上り電車1本、下り電車2本を当駅通過とした。
- 2000年（平成12年）12月2日：普通列車が全て停車するようになる。
- 2011年（平成23年）4月7日：宮城県沖地震により、ホームが長さ約15メートル、幅約3メートルにわたり崩落。
- 2024年（令和6年）10月1日：えきねっとQチケのサービスを開始[1][6]。

## 駅構造
単式ホーム1面1線を有する地上駅で、新庄駅管理の無人駅である。ログハウス風の駅舎が設置されている。

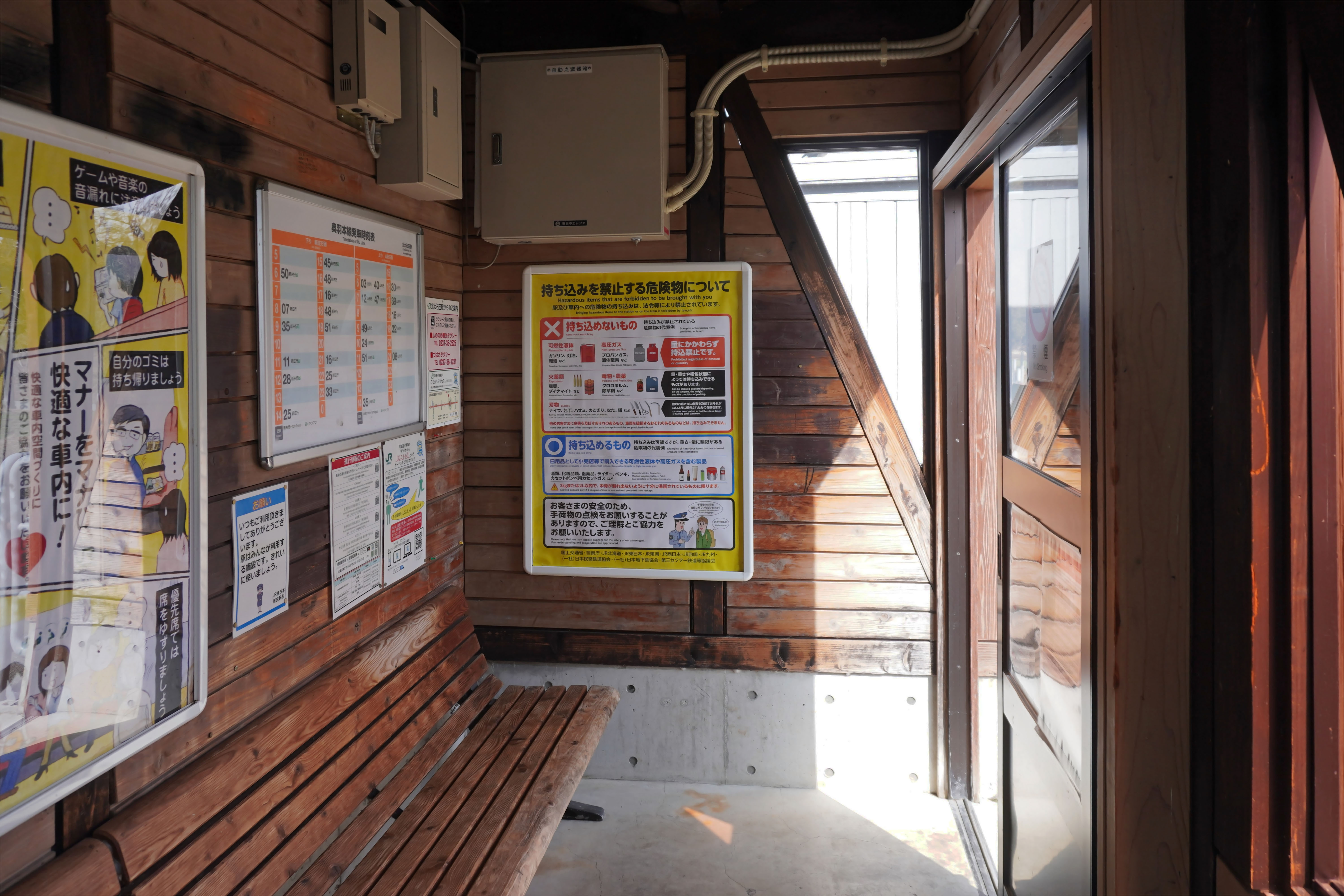
待合室（2024年3月）

## 利用状況
「山形県の鉄道輸送」によると、2000年度（平成12年度）- 2004年度（平成16年度）の1日平均乗車人員の推移は以下のとおりであった。
| 乗車人員推移       | 乗車人員推移     | 乗車人員推移 |
| 年度               | 1日平均 乗車人員 | 出典         |
| ------------------ | ---------------- | ------------ |
| 2000年（平成12年） | 43               | [ 7 ]        |
| 2001年（平成13年） | 54               | [ 7 ]        |
| 2002年（平成14年） | 74               | [ 7 ]        |
| 2003年（平成15年） | 64               | [ 7 ]        |
| 2004年（平成16年） | 56               | [ 7 ]        |

## 駅周辺
駅のすぐ北側は尾花沢市である。
- 尾花沢市立福原中学校
- 尾花沢市立福原小学校
- 大石田町立大石田北小学校
- よつば保育園
- 東光寺
- 国道13号
- 東北中央自動車道 野黒沢インターチェンジ

## 隣の駅
東日本旅客鉄道（JR東日本）
■山形線（奥羽本線）
大石田駅 - 北大石田駅 - 芦沢駅